# Leipzig-Stötteritz
Leipzig-Stötteritz – przystanek kolejowy w Lipsku, w kraju związkowym Saksonia, w Niemczech.